# Al-Bassassirí
Abu-l-Hàrith Arslan al-Mudhàffar al-Bassassirí (àrab: أبو الحارث أرسلان المظفر البساسيري, Abū l-Ḥāriṯ Arslān al-Muẓaffarẓ al-Basāsīrī) fou un esclau turc i destacat cap militar al servei de la dinastia buwàyhida.
Mawla de Bahà-ad-Dawla va pujar als més elevats graus militars començant a destacar sota Jalal-ad-Dawla (1025-1044) en les guerres que aquest va tenir amb el seu nebot Abu Kalidjar i contra els uqàylides de Mossul. Sota al-Màlik ar-Rahim Khusraw Firuz (1048-1055) va tenir un paper rellevant. Era època de lluites contínues, on les tropes turques de Bagdad no tenien disciplina i els sunnites i xiïtes lluitaven a la capital, a més de l'existència de pretendents buwàyhides, de les ambicions dels uqàylides i de l'existència de bandidatge a la regió tant d'àrabs com de kurds, tot complicat per la intervenció del seljúcida Tughril Beg. Al-Bassassirí va conquerir al-Anbar a l'uqàylida Qirwaix (1050), i Bàssora al germà d'al-Màlik ar-Rahim (1052); va combatre el bandidatge a Bawazidj (1054) i va donar suport al mazyàdida Dubays que era atacat a al-Djamian (després al-Hilla) pels Banu Khafaja.
El 1054 una revolta dels turcs de Bagdad va triomfar i els rebels van saquejar Bagdad; l'uqàylida Qurayx va aprofitar per fer una incursió a Baradan on van fer molt de botí, i poc després van ocupar al-Anbar, feu d'al-Bassassirí. Llavors aquest va trencar amb al-Màlik ar-Rahim i va fer la khutba en nom de Tughril Beg. A Bagdad el visir abbàssida Raïs-ar-Ruassà ibn al-Múslima, havia abandonat també als buwàyhides i es va declarar per Tughril Beg (1054) que des del 1052 s'havia instal·lat a Hulwand i al que va cridar a Bagdad (1055). El visir va impedir a al-Bassassirí d'actuar contra els uqàylides de Qurayx que havien anat també a Bagdad, i el general va reaccionar i va tallar els subsidis al califa, i el març del 1055 va reconquerir al-Anbar. Llavors es va dirigir a Bagdad on no va anar a fer homenatge al califa.
El visir va instigar manifestacions sunnites que van acabar en disturbis; al-Bassassirí, que havia anat a Wasit amb al-Màlik ar-Rahim, va fer emetre una fàtua declarant els disturbis (en els quals s'havien destruït gerres de vi del vaixells propietat d'un cristià) il·legals. El visir el va acusar d'estar d'acord amb el califa fatimita, i els turcs de Bagdad van saquejar la seva casa a Bagdad. Mentre Tughril Beg, amb l'excusa d'anar a fer el pelegrinatge i a combatre els fatimites, havia anat a Bagdad on les seves tropes van arribar davant la ciutat. Al-Màlik ar-Rahim va anar a Bagdad i al-Bassassirí va anar a terres del mazyàdida Dubays que era son cunyat. El califa, el visir i al-Màlik ar-Rahim van acceptar l'entrada de Tughril Beg a Bagdad i es va fer la khutba en nom seu el 15 de desembre de 1055. Tughril va fer entrada solemne el dia 18 de desembre. Però les seves tropes ghuzz aviat es van enfrontar a la població. Tughril va acusar al-Màlik ar-Rahim dels disturbis i pillatges que van seguir, i el va fer detenir el 23 de desembre.
Tughril Beg va ordenar a Dubays trencar amb al-Bassassirí i aquest va haver de marxar a Rahba, a l'Eufrates i va demanar al califa fatimita de poder anar al Caire, però el visir fatimita al-Yazuri li va refusar l'asil; no obstant el califa fatimita es va mostrar d'acord en enviar tropes contra Tughril per impedir la conquesta per aquest de Síria i després Egipte, el va nomenar governador de Rahba i li va enviar diners, robes, cavalls, i armament, que li va portar el delegat fatimita al-Muayyad fi l-Din al-Shirazi, plenipotenciari a la regió de l'Eufrates.
La propaganda fatimita (1056-1057) va decantar al seu costat alguns amirs, afavorida també per l'hostilitat de la població a les forces ghuzz seljúcides. En diversos llocs de l'Iraq, com Wasit, es va llegir la khutba en nom del califa fatimita al-Mustànsir (1035–1094). El mazyàdida Dubays es va revoltar contra Tughril i va tornar a l'aliança amb al-Bassassirí. Aquest va tenir també el suport dels àrabs nòmades i el dels turcs de Bagdad, espoliats per Tughril. Al-Bassassirí amb forces pròpies i de Dubays va anar a la regió de Sinjar on va derrotar greument als seljúcides dirigits per Kutlumush, cosí de Tughril, que va haver de fugir cap a l'Azerbaidjan (9 de gener de 1057). L'uqàylida Qurayx, ferit, fou fet presoner i es va declarar a favor d'al-Bassassirí i del califa fatimita que fou reconegut a Mossul.
Tughril va abandonar Bagdad el 19 de gener de 1057, va rebre reforços des de Pèrsia, i va avançar cap a Mossul, que va conquerir; després va seguir cap a Nísibis. Dubays i Kuraysh van tornar al seu partit i al-Bassassirí va retornar a Rahba amb els turcs de Bagdad i un grup d'uqàylides. Quan va arribar el seljúcida Ibrahim Inal, germà de Tughril, que odiava als àrabs, Kuraysh va renovar la seva aliança amb al-Bassassirí, i Dubays va fer el mateix i va retornar a Djamian (al-Hilla). Tughril va prendre venjança a Sinjar per la derrota patida pels seus i va deixar a Inal a Mossul, retornant a Bagdad on fou rebut pel califa que li va donar el títol de rei d'Occident i d'Orient (24 de gener de 1058).
Ibrahim Inal aspirava al sultanat en perjudici del seu germà i es va posar en contacte amb al-Bassassirí i al-Muayyad (que era a Alep) per obtenir suport fatimita per enderrocar a Tughril, a canvi de fer la khutba en nom del califa fatimita. Va abandonar Mossul que fou immediatament ocupada per Kuraysh i al-Bassassirí (encara que la ciutadella va resistir quatre mesos), però Tughril va recuperar la ciutat, i va avançar contra Nísibis i al-Bassassirí va fugir de Rahba cap a Damasc.
En aquell moment Ibrahim Inal es va declarar obertament en rebel·lió contra el seu germà i va marxar cap al Jibal. El 5 de novembre de 1058 Tughril Beg va abandonar Nísibis que havia ocupat i va perseguir al seu germà. Així Iraq va quedar lliure de forces seljúcides i al-Bassassirí no va tardar a tornar a Hit i després a al-Anbar. El califa al-Qaim, ple de dubtes, no sabia si sortir de Bagdad o no (el mazyàdida Dubays li va oferir refugi als seus dominis) però finalment va restar a la capital. El 27 de desembre al-Bassassirí va entrar a Bagdad (part occidental) amb 400 cavallers i l'1 de gener de 1059 va fer la khutba en nom del califa fatimita. El 8 de gener va travessar el riu i el califa fatimita fou proclamat a la mesquita de Rusafa a la part oriental.
El califa va fortificar el seu palau però al-Bassassirí tenia el suport dels xiïtes i de part dels sunnites que odiaven als ghuzz; excitats pel visir un grup d'haiximites i eunucs del palau van voler front a al-Bassassirí però foren derrotats a la vora de l'Hipòdrom i el 19 de gener de 1059 al-Bassassirí va atacar el palau; el califa i el visir van fugir i van demanar asil a Kuraysh que els va donar i els va portar a al-Haditha amb el seu cosí Muharish; el palau fou saquejat; al-Bassassirí es va apoderar de les insígnies del califa que va enviar al Caire i el 29 de gener de 1059 va celebrar la festa de les víctimes amb banderes egípcies. Va deixar en mans de Kuraysh al califa però li va exigir l'entrega del visir al que va executar de manera horrible el 16 de febrer de 1059. Al-Bassassirí va prendre possessió de Bàssora i Wasit però no va aconseguir dominar el Khuzestan.
El califa fatimita es va molestar perquè no li fou entregat el califa abbàssida. També el visir al-Yazuri fou destituït i executat acusat d'arruïnar les finances del país pel suport donat a al-Bassassirí. El califa va abandonar a al-Bassassirí.
Mentre Tughril havia triomfat sobre el seu germà Ibrahim Inal (juliol del 1059) i estava disposat a tornar a Bagdad. Va oferir a al-Bassassirí de deixar-li Bagdad a canvi de fer la khutba en el seu nom, restablint a al-Qaim al tron, assegurant que en aquest cas no tornaria a Bagdad. En cas d'oposar-se a la proposta, Kuraysh fou convidat a abandonar a al-Bassassirí. Aquest darrer va negociar amb el califa per desautoritzar al seljúcida sense èxit. Kuraysh li va recordar la ingratitud del califa fatimita i li va dir que Tughril el perdonaria, però al-Bassassirí no va voler acceptar canviar de bàndol.
Tughril finalment va avançar cap a Bagdad. Muharish, a petició del seljúcida, va alliberar al califa que es va reunir amb Tughril a Naharawan l'1 de gener de 1060 i l'endemà va entrar al seu palau. Kuraysh ja havia abandonat a al-Bassassirí i aquest havia sortit de Bagdad el 14 de desembre amb la seva família i s'havia refugiat a Kufa.
No gaire després els soldats de Tughril van atrapar a al-Bassassirí que estava en companyia de Dubays. Aquest va passar altre cop al bàndol de Tughril, però al-Bassassirí s'hi va negar i va presentar batalla a Saki al-Furat, prop de Kufa, però fou derrotat i mort (15 de gener de 1060). El seu cap fou portat a Bagdad.